# Distrito de Sankhuwasabha
El distrito de Sankhuwasabha es uno de los seis distritos que conforman la Zona de Kosi, en Nepal. En el año 2001 la esperanza de vida de los habitantes del distrito era de 63,8 años, existiendo en el año 2002 un hospital y cinco médicos en el distrito.

## Comités de desarrollo rural
En el distrito se encuentran los siguientes comités de desarrollo rural:
- Ankhibhui
- Bahrabise Bazar
- Bana
- Baneswor
- Chainpur
- Chepuwa
- Dhupu
- Diding
- Hatiya
- Jaljala
- Keemathnka
- Kharang
- Madi Mulkharka
- Madi Rambeni
- Makalu
- Malta
- Mamling
- Manakamana
- Mangtewa
- Matsya Pokhari
- Mawadin
- Num
- Nundhaki
- Pangma
- Pathibhara
- Pawakhola
- Savapokhari
- Siddhakali
- Siddhipokhari
- Sisuwakhola
- Sitalpati
- Syabun
- Tamfok
- Tamku
- Yafu